# بخش میلوود (شهرستان گرنزی، اوهایو)
بخش میلوود (به انگلیسی: Millwood Township) یک منطقهٔ مسکونی در ایالات متحده آمریکا است که در شهرستان گرنزی، اوهایو واقع شده‌است.
 بخش میلوود ۷۰٫۴۶ کیلومتر مربع مساحت و ۱٬۴۱۹ نفر جمعیت دارد و ۳۶۱ متر بالاتر از سطح دریا واقع شده‌است.